# Amsdorfstraße 2 (Magdeburg)

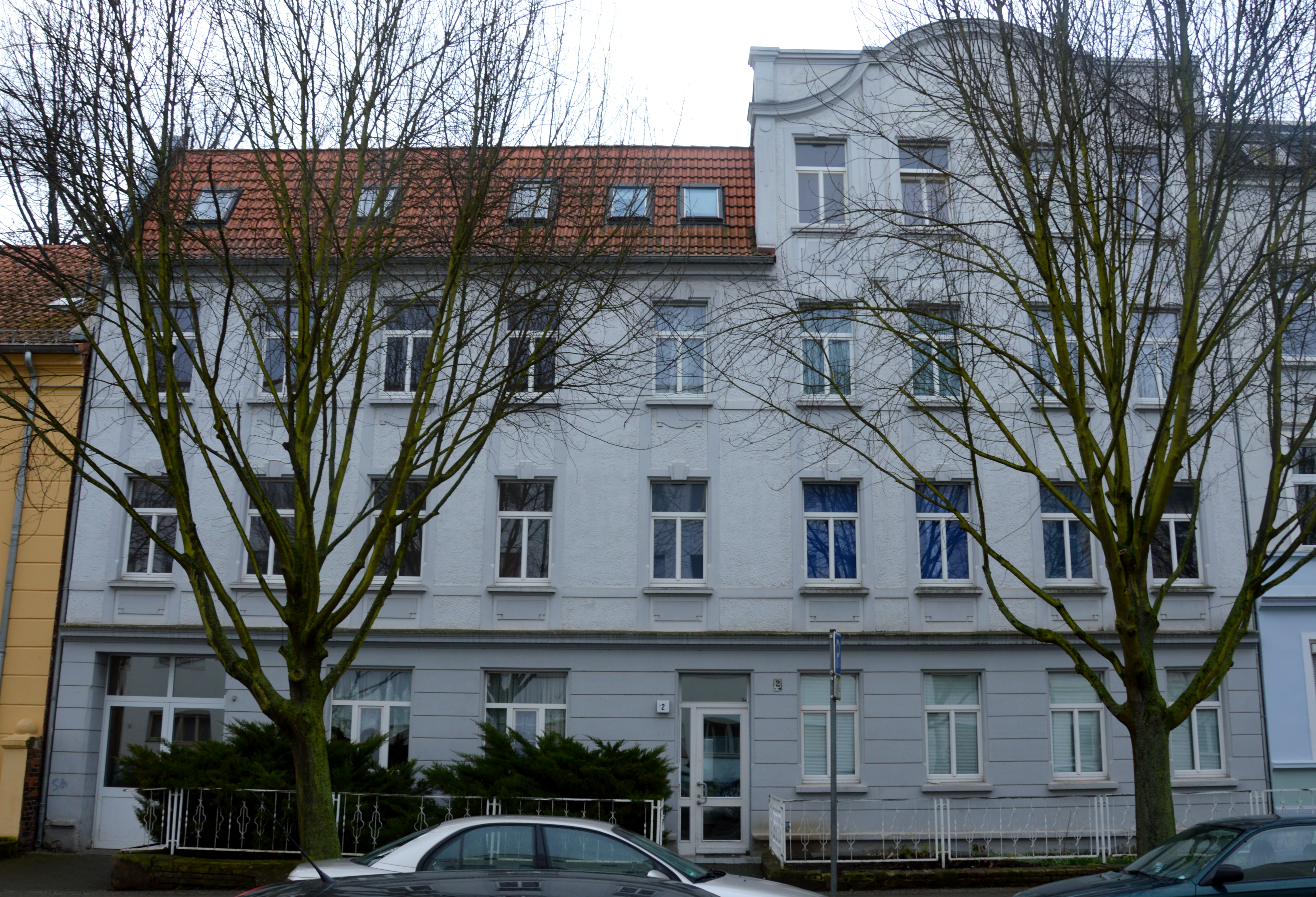
Haus Amsdorfstraße 2

Das Haus Amsdorfstraße 2 ist ein denkmalgeschütztes Wohnhaus in Magdeburg in Sachsen-Anhalt.

## Lage
Es befindet sich auf der Südseite der Amsdorfstraße im Magdeburger Stadtteil Sudenburg. Westlich grenzt das gleichfalls denkmalgeschützte Haus Amsdorfstraße 1 an. Östlich liegt die Gemeinschafts- und Ganztagssekundarschule Johann Wolfgang von Goethe.

## Architektur und Geschichte
Der drei- bis viergeschossige Bau stammt aus der Zeit um 1900. Die neunachsige Fassade des verputzten Gebäudes ist schlicht gestaltet. Die westlichen vier Achsen werden von einem großen Schweifgiebel überspannt. Das Haus gilt im Ensemble mit dem Nachbarhaus Amsdorfstraße 1, dem gegenüber liegenden Häuserblock Amsdorfstraße 2, Helmstedter Straße 39–41 und der Schule als prägend für das Straßenbild.
Im örtlichen Denkmalverzeichnis ist das Wohnhaus unter der Erfassungsnummer 094 81923 als Baudenkmal verzeichnet.